# R3hab
Fadil El Ghoul (Breda; 2 de abril de 1986), conocido artísticamente como R3HAB, es un DJ, remezclador y productor discográfico neerlandés-marroquí. Su música está orientada al electro house, al dutch house y al future bass. En el Winter Music Conference de 2012 ganó el premió al «Mejor artista solista revelación». Ocupó el puesto #13 en la encuesta realizada por la revista DJ Mag en 2022.
Desde su glow up en 2012, R3HAB está considerado como uno de los mejores artistas del mundo en su género musical y ha colaborado con artistas de alto nivel como Timmy Trumpet, Mike Williams, Ava Max o Mabel.

## Biografía
Nació en la ciudad de Breda, donde desde joven expreso poseer mucho acercamiento a la música clásica. Durante plena adolescencia, Fadil comenzó su carrera como DJ haciéndose conocer como R3HAB, y estableciendo su nombre en la escena house neerlandesa.
Con el lanzamiento de la exitosa remezcla en colaboración de Hardwell, de “Toys Are Nuts” para Chuckie  obtuvo el respaldo de varios renombrados DJs del mundo. El sencillo también en colaboración del productor neerlandés Hardwell, "MRKRSTFT" se convirtió en un verdadero éxito y fue incluido en el CD recopilatorio de Sensation White en 2008.
Después de realizar remixes para Chuckie, Chris Lake, Laidback Luke, Hi_Tack, Sharam, Rene Amesz y Gregor Salto, era inevitable que R3hab mostraría su rostro en los eventos más convocantes como Fame=DJ’s, Dirty Dutch, Rocksteady y uno de más grandes festivales de dance de los Países Bajos, Mysteryland.
R3hab publicó un sencillo titulado "Blue Magic", producido junto a su mejor amigo de toda su vida que es Hardwell, lanzado a través de la discográfica de Chris Lake, Rising Music.
En 2009, se contactó con otra pareja de famosos DJ neerlandeses, los productores Koen Groeneveld y Addy van der Zwan, para producir varios tracks lanzados bajo el sello discográfico orientado a la música techno _aBZOluT y también lanzar bajo este mismo sello el track "Lightsaber Purple".
Sus producciones originales han causado gran sensación en las pistas de baile de todo el mundo y frecuentemente figuran en listas de Beatport. Sus lanzamientos más notables hasta la fecha son "Pump The Party" producido en conjunto con Ferruccio Salvo, "The Bottle Song", editado bajo el sello Wall Recordings, y el tan esperado "Prutataaa", primera colaboración con Afrojack.
Gracias a su talento para la producción, le permitió firmar para el sello Wall Recordings propiedad de Afrojack y es citado por él como "uno de sus mayores talentos". En 2012, contribuyó en la producción del EP, When The Lights Go Out, para la cantante australiana Havana Brown en las canciones "You'll Be Mine" y "Big Banana".
Actualmente, R3hab es uno de los productores más solicitados a la hora de remezclar canciones de artistas reconocidos como Madonna, Lady Gaga, Jennifer López, LMFAO, David Guetta, Bob Sinclar, Calvin Harris, entre otros.
También logró ubicar el tema "Big Banana" junto a la cantante Havana Brown en el puesto 1 de la categoría música club/dance de Billboard por unas semanas.
A fines de 2013, lanzaron en coproducción junto a NERVO y Ummet Ozcan el sencillo "Revolution", el cual alcanzó el número 37 en la lista de sencillos del Reino Unido.
Definitivamente el año 2014 fue el mejor para el en lo que va de su carrera, ya que logró la ubicación 23 en el ranking 100 de Djs. En ese mismo año, colaboró con Calvin Harris en la pista Burnin' incluido en su álbum Motion.
En 2017 lanzó su álbum TROUBLE, el cual fue nombrado mejor álbum del año 2017. En ese mismo año también ganó el premio a mejor artista internacional del año incluyendo todos los géneros musicales.
Actualmente está considerado como uno de los mejores dj del mundo y de la historia.

## Discografía
- All Around The World (2014)
- Trouble (2017)
- The Wave (2018)
- Rumours (2018)

## Ranking DJmag
| DJ    | 2012 | 2013 | 2014 | 2015 | 2016 | 2017 | 2018 | 2019 | 2020 | 2021 | 2022 | 2023 |
| ----- | ---- | ---- | ---- | ---- | ---- | ---- | ---- | ---- | ---- | ---- | ---- | ---- |
| R3HAB | 73°  | 28°  | 13°  | 11°  | 21°  | 18°  | 12°  | 14°  | 13°  | 12°  | 13°  | 14°  |

## Ranking 101 DJs 1001 Tracklist
| Productor | 2016 | 2017 | 2018 | 2019 |
| --------- | ---- | ---- | ---- | ---- |
| R3HAB     | 1°   | 3°   | 2°   | 1°   |